# Rudolf Ritter
Theodor Rudolf Ritter (født 14. maj 1881 i Cronenberg ved Wuppertal, død 16. august 1915 i Grubyczow (de), Kongedømmet Polen) var en tysk maler og grafiker. Mens han levede blev han betragtet som en lovende tysk ekspressionistisk maler i Bergisches Land, Nordrhein-Westfalen.
Ritter meldte sig som frivilling i 1. verdenskrig, men blev anset for uegnet. Han fungerede derefter først som chauffør, senere som sygeplejer og sendt til østfronten i Polen for at gøre tjeneste på et epidemihospital. Han følte sig utilpas efter den første nattevagt, og de første tegn på den kolera der førte til hans død i august 1915 viste sig.
| - Værker af Rudolf Ritter - Drengehoved, formodentlig efter 1911 - Selvportræt på bagsiden drengehovedet - Firenze, 1911 - Æbler, 1911 - Monterosso, 1911 - Den opstandne, 1911 Der Auferstandene - Julenat, 1914 'Weihenacht' - Kristus og skriftlærde Christus und Schriftgelehrte, formodentlig 1914 - Des Lichtes webend Wesen, 1914 - Farverigt løv, udateret Buntes Laub - Uddrivelsen af paradis, udateret Vertreibung aus dem Paradies - Uddrivelsen, udateret - Susanna, udateret - Toscansk landskab, udateret |